# Great Mill Disaster
De Great Mill Disaster, ook bekend als de Washburn A Mill Explosion, vond plaats in Minneapolis, in 1878. Bij de ramp vielen achttien doden.
De explosie vond plaats op donderdagavond 2 mei 1878, toen een opeenhoping van meelstof in de Washburn A Mill (destijds de grootste korenmolen ter wereld) leidde tot een stofexplosie waarbij de veertien arbeiders in de molen omkwamen. De resulterende brand verwoestte verschillende nabijgelegen fabrieken en doodde nog eens vier fabrieksarbeiders. De vernietiging had ernstige gevolgen voor de productiecapaciteit van de stad voor meel, wat hier een belangrijke industrie was. Na de ontploffing liet Cadwallader C. Washburn, de eigenaar van de molen, op dezelfde plaats een nieuwe molen bouwen, ontworpen door William de la Barre. Dit gebouw werd later ook verwoest. De ruïnes van het gebouw werden een National Historic Landmark en worden sinds 2003 gebruikt als onderdeel van het Mill City Museum.

## Achtergrond
In 1874 opende zakenman Cadwallader C. Washburn uit La Crosse, Wisconsin, de Washburn A Mill in Minneapolis. Op het moment van de opening was het het grootste industriële gebouw in de stad en de grootste korenmolen ter wereld. Met ongeveer 200 werknemers in 1878 was het ook een van de grootste werkgevers van de stad. De molen bevond zich naast verschillende andere korenmolens langs de Mississippi in de buurt van de Saint Anthony Falls, waar hij zijn kracht ontleende aan een kanaal dat door het lagere niveau van het gebouw stroomde. Op dat moment was Minneapolis een centrum van meelproductie in de Verenigde Staten, nadat het andere steden zoals St. Louis en Buffalo, New York, had overtroffen in termen van meelproductiecapaciteit.

## Explosie
Op 2 mei 1878 omstreeks 18.00 uur had de grote dagploeg van de molen hun werk voor die dag voltooid en was de veertienkoppige nachtploeg gearriveerd. Rond 19.00 uur vonden er binnen enkele seconden na elkaar drie grote explosies plaats in de fabriek, waarbij de veertien medewerkers binnen om het leven kwamen. De explosies wierpen puin enkele honderden meters de lucht in, met granietafval dat acht stadsblokken van de molen gevonden werd. Het geluid van de explosie was te horen tot in Saint Paul, een afstand van 10 miles (16 kilometer) van de molen, terwijl sommige mensen in Minneapolis die de ontploffing hadden gevoeld, dachten dat het een aardbeving was. De explosie veroorzaakte een enorme brand die zich uitbreidde naar twee aangrenzende molens, de Diamond- en Humboldt-molens, waardoor ze allebei ook explodeerden en nog eens vier molenarbeiders omkwamen, onder wie moleneigenaar Jack Reisman. De intensiteit van de hitte van de brand belemmerde de blusactiviteiten, omdat brandweerlieden niet dicht bij de gebouwen konden komen, en als gevolg daarvan bleven ze de brand de hele nacht blussen. De volgende dag rapporteerde de Minneapolis Tribune over de ramp en schreef: "Minneapolis has met with a calamity, the suddenness and horror of which it is difficult for the mind to comprehend". In totaal werden zes molens vernietigd.

## Monument

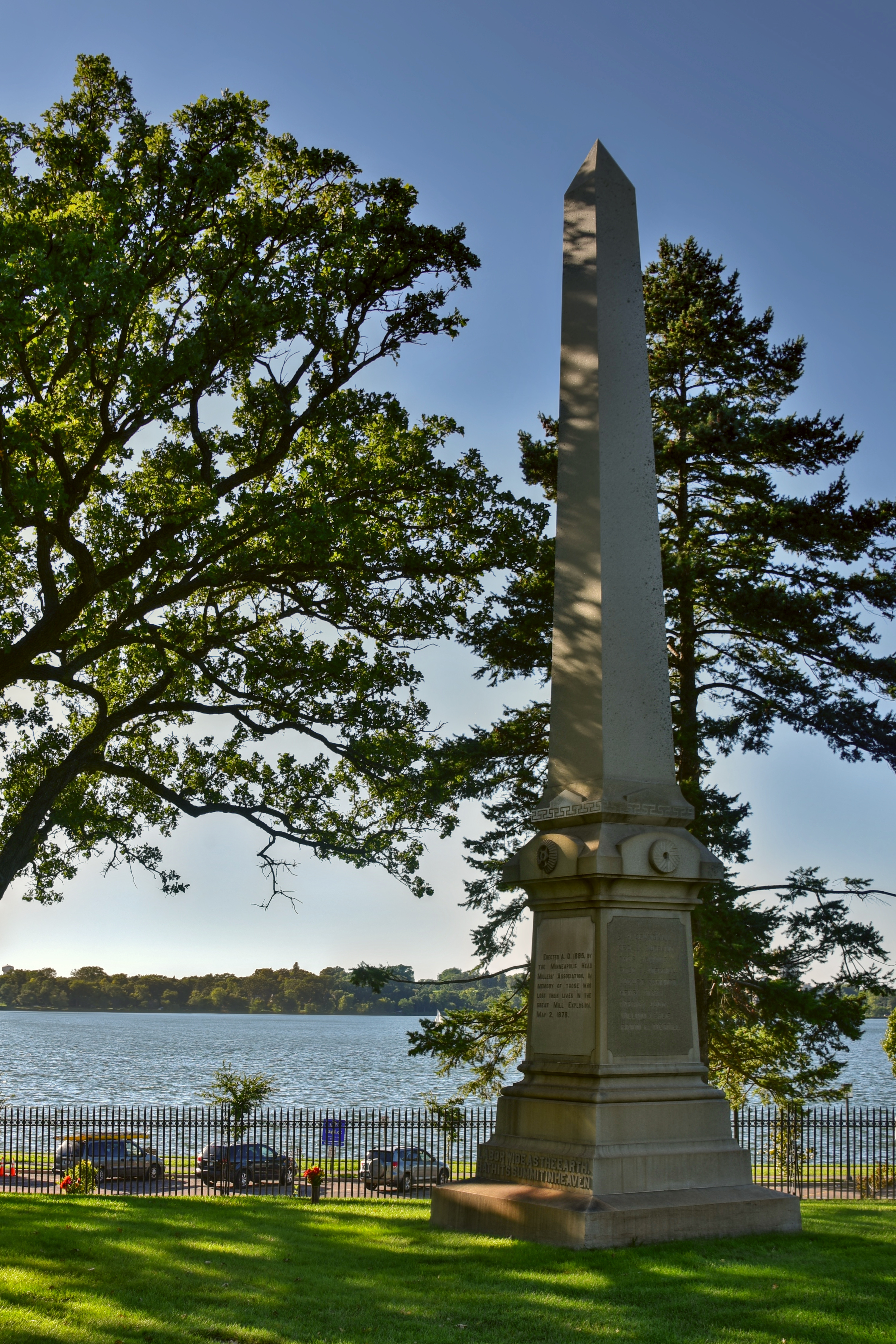
Millers' Monument, op de Lakewood Cemetery.